# 7386 Paulpellas
7386 Paulpellas este un asteroid din centura principală de asteroizi.

## Descriere
7386 Paulpellas este un asteroid din centura principală de asteroizi. A fost descoperit pe 25 noiembrie 1981 la Observatorul Oak Ridge din Harvard, Massachusetts. El prezintă o orbită caracterizată de o semiaxă mare de 2,38 ua, o excentricitate de 0,07 și o înclinație de 4,9° în raport cu ecliptica.